# CR中森明菜・歌姫伝説〜恋も二度目なら〜
『CR中森明菜・歌姫伝説〜恋も二度目なら〜』（シーアールなかもりあきな・うたひめでんせつ-こいもにどめなら-）は、2010年9月、大一商会が開発、発売した歌手の中森明菜をタイアップキャラクターとしたデジパチタイプのパチンコ。2006年に開発、発売した前作『CR中森明菜・歌姫伝説』に続く後継機。

## 概要
2010年7月13日ラフォーレミュージアム六本木で、本機の展示発表会イベントが開催。2010年8月1日（全局オンエアは9月上旬）より、本機のテレビCMがオンエアされた。
前作『CR中森明菜・歌姫伝説』に登場した5人のちび菜に加え、新たに8人のちび菜が登場した（合計13人のちび菜、#登場人物を参照）。前作同様に、中森明菜本人が登場する実写映像も収められている。条件次第で、本機のために録りおろされた新曲「Crazy Love」のPVを視聴出来る。
2011年3月には、大当たり確率の高い2スペックが追加発売された。

## スペック
CR中森明菜・歌姫伝説〜恋も二度目なら〜
- 型式名：CR中森明菜・歌姫伝説NL
- 大当たり確率 - 1/296.75（低確率）→1/29.68（確率変動中）
- 賞球数 - 3&10&13
- 確変突入率 - 63％（出玉なしの大当たりを含む）
- 時短 - 通常大当たり終了後70回
- 確率変動図柄 - 「1、3、5、7」（「2、4、6、8」はチャンス図柄）
- 大当たり時の出玉 - 約1380個
- ラウンド・カウント数 - 15ラウンド・8カウント

CR中森明菜・歌姫伝説〜愛のメッセージ伝えたい〜
- 型式名：CR中森明菜・歌姫伝説KH-S
- 大当たり確率 - 1/199.25（低確率）→1/33.21（確率変動中）
- 賞球数 - 3&10&12
- 確変突入率 - 100％（54回転限定、出玉なしの大当たりを含む）
- 時短 - なし
- 大当たり時の出玉 - 約480個 or 約960個 or 約1440個
- ラウンド・カウント数 - 5 or 10 or 15ラウンド・8カウント

CR中森明菜・歌姫伝説〜甘いささやきに応えたい〜
- 型式名：CR中森明菜・歌姫伝説KS-S
- 大当たり確率 - 1/100.25（低確率）→1/33.42（確率変動中）
- 賞球数 - 3&10&13
- 確変突入率 - 100％（34回転限定、出玉なしの大当たりを含む）
- 時短 - なし
- 大当たり時の出玉 - 約470個 or 約820個 or 約1750個
- ラウンド・カウント数 - 4 or 7 or 15ラウンド・9カウント

## 登場人物
ちび菜
中森明菜をデフォルメデザインしているメインキャラクター。
前作の「少女A」、「十戒」、「1⁄2の神話」、「北ウイング」、「DESIRE」が引き続き登場。
本機では、「スローモーション」、「セカンド・ラブ」、「禁区」、「サザン・ウインド」、「ミ・アモーレ」、「TANGO NOIR」、「TATTOO」、「Tシャツちび菜」が新たに登場した。
中森明菜
本機の主人公。

## 参照
1. 1 2 3  “Daiichi777 ｜ 大一商会のパチンコ・パチスロのポータルサイト”.  大一商会 (2010年7月13日). 2011年2月11日閲覧。
2. 1 2  “Daiichi777 ｜ 大一商会のパチンコ・パチスロのポータルサイト”.   大一商会 (2010年7月14日). 2011年2月11日閲覧。